# Kjell Johansson (tennisspelare)
Kjell Bernhard Johansson, född 12 februari 1951 i Toarps församling i Älvsborgs län, är en svensk tidigare tennisspelare som den 19 mars 1978 vann en turnering i Lagos i Nigeria. Han spelade för Sveriges i Davis Cup 1973, 1976, 1977, 1978, 1979, 1980 och 1981.